# LPWA (無線)
LPWA (Low Power, Wide Area)、LPWAN (Low-Power Wide-Area Network) とは、Bluetoothなどの近距離無線（〜数十m程度）では満たせないカバレッジの無線アクセスの分類。低消費電力、低ビットレート、広域カバレッジを特徴とする。
LPWAの明確な定義は定まっていないが、「長距離のデータ通信」、「低消費電流」という2つの特徴を満たしている通信ネットワークがLPWAと呼ばれている。

## 特定小電力無線

### Sigfox
サブGHz帯（866 MHz帯・915 MHz帯・920 MHz帯）を用いる。broadcastingによるため、コネクションの必要がない技術。フランスのSigfox社の技術サービスを元に、日本国内では京セラコミュニケーションシステムが運用している。世界70か国でSigfox Operatorがサービス提供。
低軌道衛星（LEO）も使ったハイブリッド衛星IoTサービスも予定。
最大伝送速度は100 bps程度。伝送距離は最大50 km程度。
2022年仏SigFox社は破産申請、UnaBiz社に買収された。SigFoxのモジュールライブラリのオープン化や、SigFox基地局によるLoRaなど他のLPWA規格のサポートなども検討をしている。

### LoRa
サブGHz帯を用いる。LoRa Allianceの技術。仏オレンジ、韓国SKTなどの通信事業者が採用している。
最大伝送速度は250 kbps程度。伝送距離は最大10 km程度。アズビル金門株式会社、株式会社グリーンハウス、セムテック・ジャパン合同会社、東京エレクトロンデバイス株式会社、日本アイ・ビー・エム株式会社、株式会社Braveridge、菱電商事株式会社は2017年4月から実証実験を実施している。

### Wi-Fi HaLow
サブGHz帯を用いる。IEEE 802.11ahの技術。
最大伝送速度はMCS10の際、150 kbps程度。伝送距離は1 km程度。

### Wi-SUN
サブGHz帯を用いる。IEEE 802.15.4-2020の技術。
Wi-SUNアライアンス（アメリカ合衆国に本拠を置く業界団体）によって国際標準化や認証が行われていて、世界47国から265社が参加し、日本からも70社が参加して活動している。
伝送速度は50 kbpsから300 kbps。伝送距離は見通しで最大3 km程度。
メッシュネットワークを構築できるWi-SUN FAN1.1では12.5kbps〜2.4Mbpsをサポートしている。

### RPMA
2.4 GHz帯を用いる。Ingenu社の独自規格。
最大伝送速度は40 kbps、最大伝送距離は20 km程度。

### Flexnet
280 MHz帯を用いる。Sensus社の独自規格。
最大伝送速度は10 kbps、最大伝送距離は20 km程度。

### IM920
サブGHz帯（920 MHz帯）を用いる。インタープラン社の独自規格。
最大伝送速度は50 kbps（高速モード）。伝送距離は見通しで約7 km（長距離モード）。
IM920s:アドホックマルチホップ機能追加版。
最大伝送速度は100 kbps。伝送距離は見通しで約1.6 km。
IM920sL:アドホックマルチホップ機能、暗号化機能追加版。
最大伝送速度は100 kbps（高速モード）。伝送距離は見通しで約9 km（長距離モード）。

### ZETA
サブGHz帯（920 MHz帯、429 MHz帯（認証済））を用いる。ZiFiSense社の独自規格。
UNB (Ultra Narrow Band), マルチホップ、低消費電力双方向通信対応の特徴を持ち、
伝送速度は300 bps、600 bps、2.4kbps対応。伝送距離は2～10 km。
ZETAアライアンスには日本および中国企業が参加し、2020年4月現在、200社参加、活動している。

### ELTRES
サブGHz帯（920 MHz帯）を用いる、Sonyの独自規格。

## 免許が必要な無線

### LTE-M
LTE-Mは3GPPで標準化されている、IoT向けの狭帯域通信の通信方式。
2016年6月に仕様が確定する予定。Release 13に規定される。
通信速度は1 Mbps程度。帯域幅は1.4 MHz幅。VoLTEによる音声通話もサポートしている。
NTTドコモ、KDDIが2018年からサービスを提供している。

### Cat.NB1
Cat.NB1 (Category Narrow-Band) は3GPPで標準化されている、IoT向けの狭帯域通信の通信方式。
2016年6月に仕様が確定。Release 13に規定される。
GSMの跡地、LTEのリソースブロック空き部分、およびLTEのガードバンド内を利用することが想定されている。
伝送速度は200 kbps程度。帯域幅は200 kHz幅。
ソフトバンクが2018年からサービスを提供している。NTTドコモも2019年からサービスを提供していたが、2020年に提供を終了した。

## LPWAと電気通信事業法
LPWAアクセスサービスを提供する事業は、電気通信事業法上の電気通信事業とされる。当該事業を行う場合、電気通信事業法に基づき、以下の登録または届出が必要となる。
- サービス区域が1つの市町村に閉じる場合、サービス区域を管轄する総合通信局への届出が必要
- サービス区域が同一総合通信局の管轄区域内の複数市町村に閉じる場合、当該総合通信局への登録が必要
- サービス区域が複数の総合通信局の管轄区域にまたがる場合、総合通信基盤局への登録が必要

電気通信主任技術者の選任も必要とされる。但し、特定小電力無線を用いたLPWAアクセスサービスの場合、登録電気通信事業者であっても、電気通信主任技術者の都道府県ごとの選任は必要とされない。
電気通信事業としてのLPWAアクセスサービスには、通信の秘密、利用の公平等、電気通信事業法の一般法規が適用される。